# Ranunculus lanuginosus

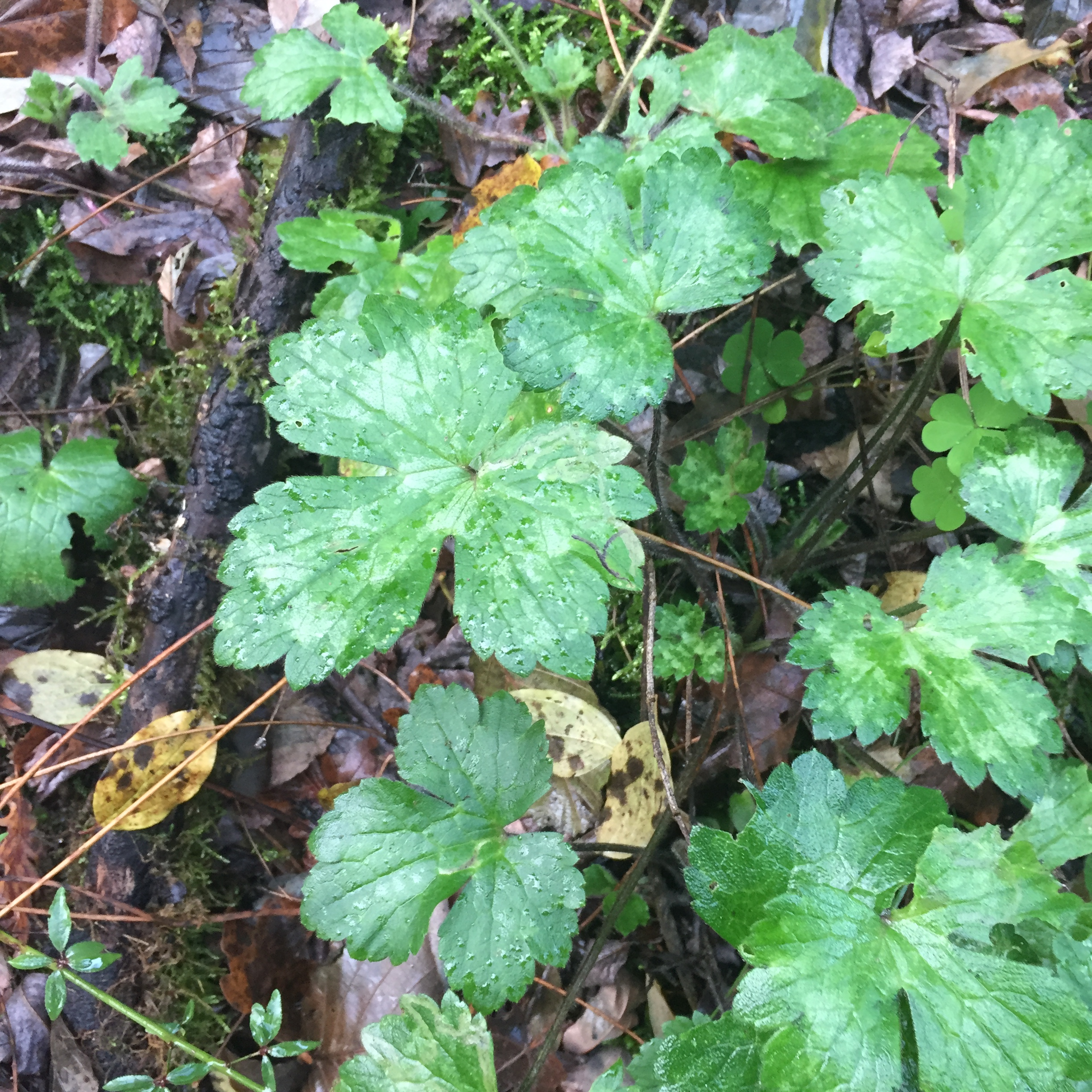
Foglie non maculate

Il ranuncolo lanuto (Ranunculus lanuginosus L., 1753) è una pianta appartenente alla famiglia delle Ranunculaceae, comune nei boschi di latifoglie.

## Etimologia
Il nome generico (Ranunculus), passando per il latino, deriva dal greco Batrachion, e significa “rana” (è Plinio scrittore e naturalista latino, che c'informa di questa etimologia) in quanto molte specie di questo genere prediligono le zone umide, ombrose e paludose, habitat naturale degli anfibi.

L'epiteto specifico (lanuginosus) deriva dal latino e significa “lanoso” e fa riferimento alla caratteristica peluria di questa pianta simile alla lana.

Il binomio scientifico attualmente accettato (Ranunculus lanuginosus) è stato proposto da Carl von Linné (1707 – 1778), biologo e scrittore svedese, considerato il padre della moderna classificazione scientifica degli organismi viventi, nella pubblicazione Species Plantarum del 1753.

## Descrizione

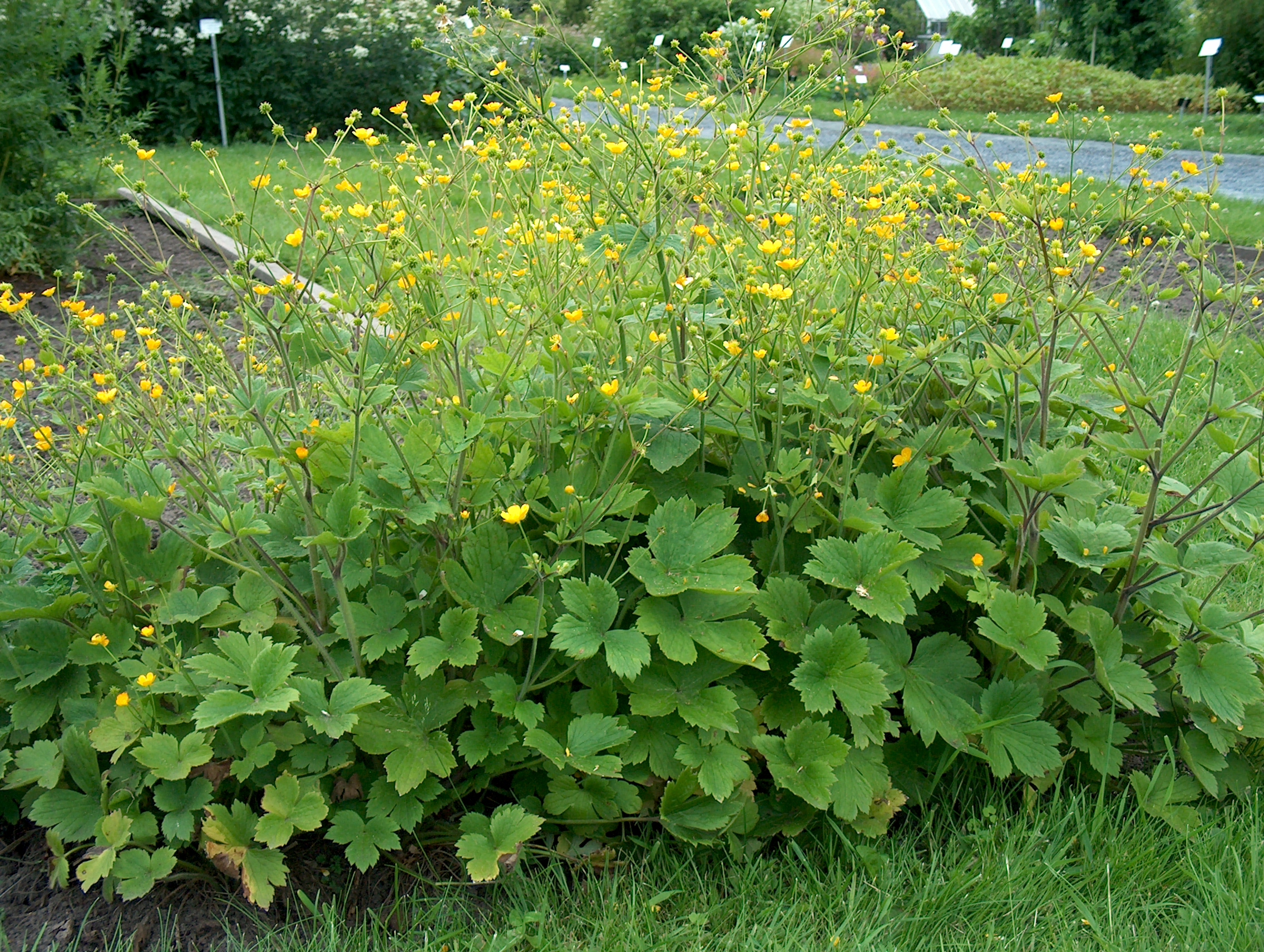
Il portamento

È una pianta perenne, erbacea terrestre caratterizzata da alcune particolarità anatomiche e morfologiche come la possibilità di far germoliare le gemme ascellari. L'altezza media oscilla tra 30 e 70 cm (massimo 100 cm). Sono inoltre definite emicriptofite scapose (H scap), ossia piante con gemme svernanti al livello del suolo e protette dalla lettiera o dalla neve. La pianta è priva di cellule oleifere.

### Radici
Le radici sono secondarie da rizoma a forma fascicolata.

### Fusto
- Parte ipogea: la parte sotterranea consiste in un breve e grosso rizoma.
- Parte epigea: i fusti di queste piante sono a portamento eretto. In alto sono ramosi e multi-flori. La sezione è cilindrica e l'interno è cavo (fusto fistoloso). Nella parte inferiore sono presenti dei peli patenti, mentre nelle parti superiori questa pianta è glabra. Lunghezza dei peli: 2 – 3 mm,

### Foglie

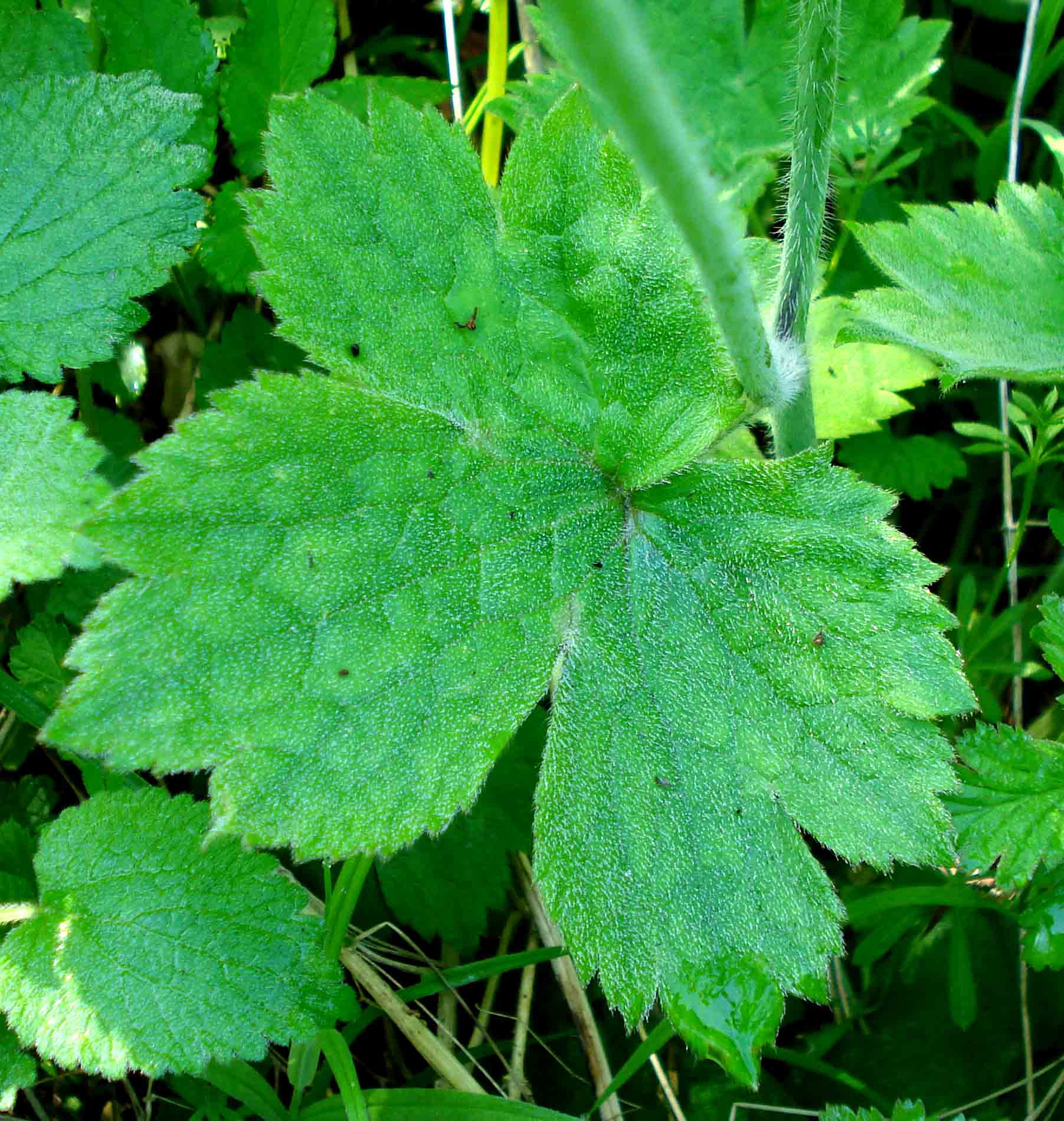
La foglia

- Foglie basali: le foglie basali sono picciolate ed hanno una forma pentagonale (o quasi circolare, in tutti i casi poligonale) con margini profondamente incisi (ma non fino alla nervatura centrale: sono divise su 2/3 - 3/4) in 3 lobi o segmenti (foglia di tipo palmatosetta). I vari segmenti sono distanziati uno dall'altro. Ogni segmento termina a sua volta con tre lobi a margini dentati. La base della foglia è cuoriforme con “sinus” (rientranza centrale e basale della foglia per l'inserimento del picciolo) di 5 – 15 mm. Dimensione del picciolo 6 – 12 cm. Dimensioni delle foglie: larghezza 6 – 8 cm; lunghezza 6 – 12 cm.
- Foglie cauline: le foglie superiori lungo il fusto sono disposte in modo alterno, senza stipole e sono progressivamente ridotte (anche i piccioli sono più brevi) con un numero minore di lobi; questi ultimi sono quasi delle lacinie; la superficie può essere macchiettata color porpora-scuro. Quelle più vicine all'infiorescenza sono sessili.

Le foglie, specialmente quelle basali, possono essere più o meno irsute.

### Infiorescenza
L'infiorescenza è composta da fiori terminali e solitari (uno per ogni peduncolo); i peduncoli sono cilindrici, eretti all'ascella delle foglie superiori. La superficie dei peduncoli è liscia (non solcata).

### Fiore

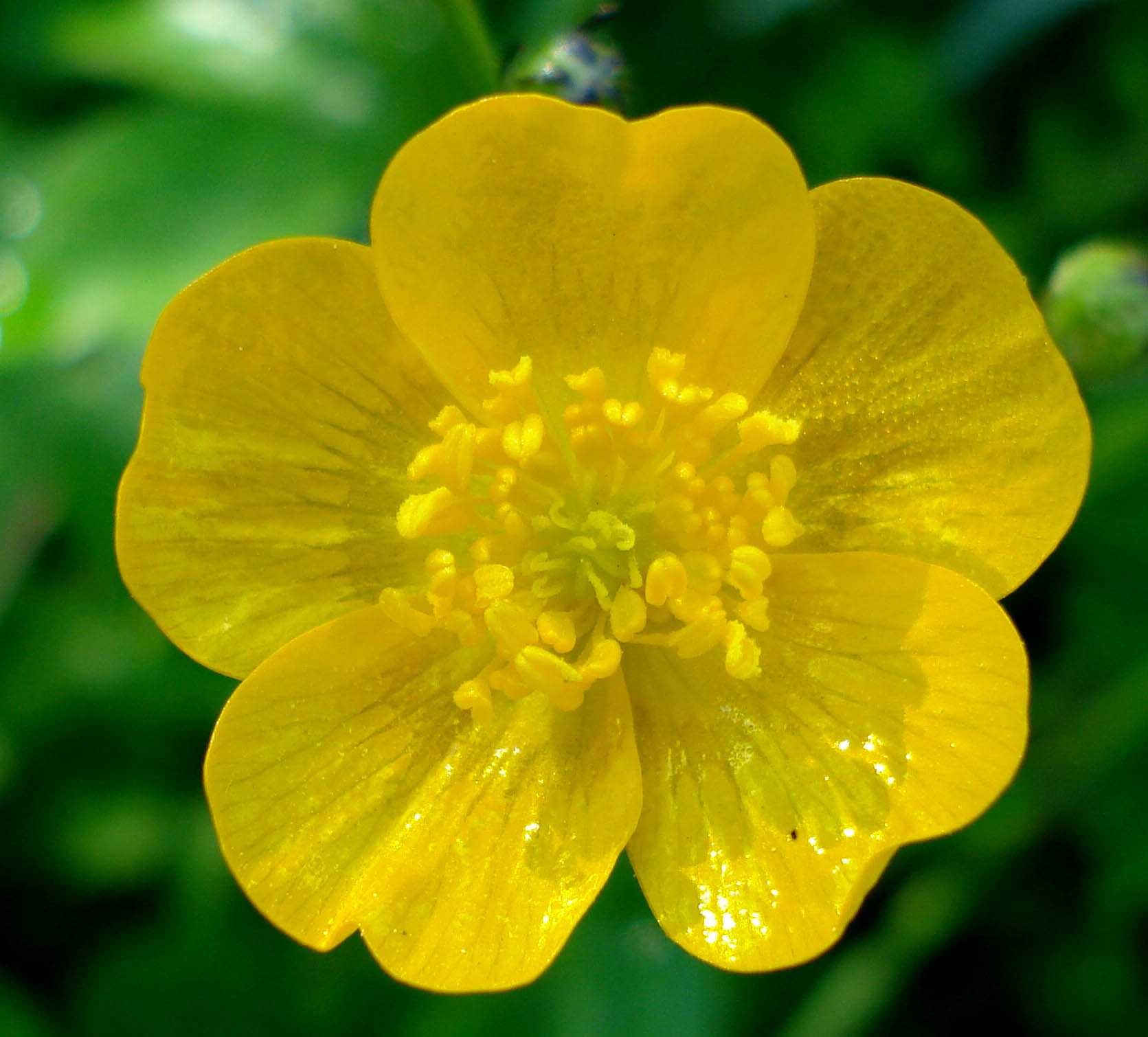
Il fiore

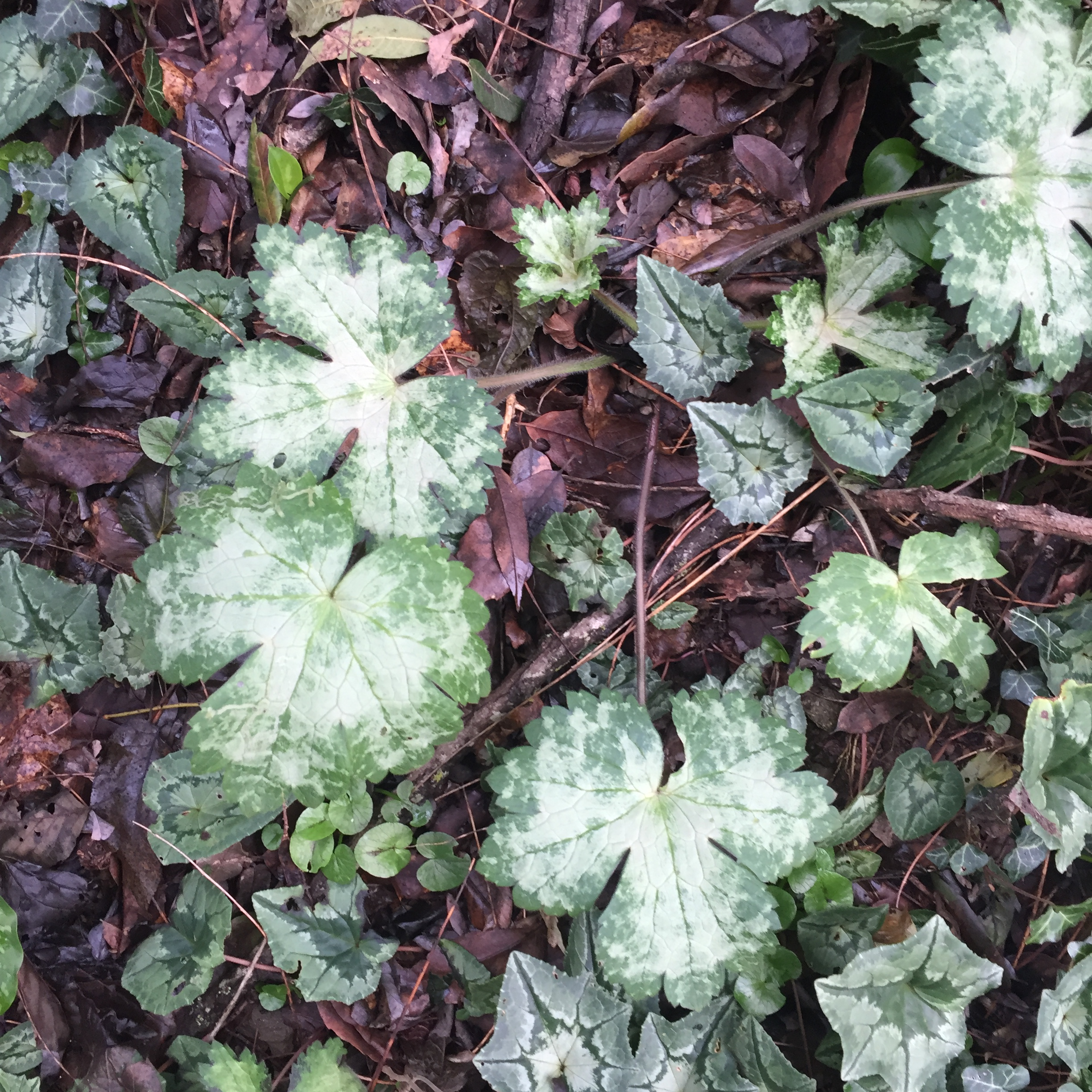
Foglie screziate

I fiori sono ermafroditi, emiciclici, attinomorfi. I fiori sono di tipo molto arcaico anche se il perianzio(o anche più esattamente il perigonio) di questo fiore è derivato dal perianzio di tipo diploclamidato (tipico dei fiori più evoluti), formato cioè da due verticilli ben distinti e specifici: sepali e petali. Il ricettacolo (supporto per il perianzio) è glabro. Diametro dei fiori 20 – 30 mm.
- Formula fiorale: per queste piante viene indicata la seguente formula fiorale:

* K 5, C 5, A molti, G 1-molti  (supero), achenio
- Calice: il calice è formato da 5 sepali patenti, pelosi, giallo-bruni, carenati a disposizione embricata. In realtà i sepali sono dei tepali sepaloidi[7]. Dimensione dei sepali: larghezza 3 mm; lunghezza 6 mm.
- Corolla: la corolla è composta da 5 petali di colore giallo; la forma è “cuoriforme” o obovata; alla base dal lato interno è presente una fossetta nettarifera (= petali nettariferi di derivazione staminale). In effetti anche i petali della corolla non sono dei veri e propri petali: potrebbero essere definiti come elementi del perianzio a funzione vessillifera[8]. Dimensione dei petali: larghezza 4 – 11 mm; lunghezza 7 – 13 mm.
- Androceo: gli stami, inseriti a spirale nella parte bassa sotto l'ovario, sono in numero indefinito e comunque più brevi dei sepali e dei petali; la parte apicale del filamento è lievemente dilatata sulla quale sono sistemate le antere bi-logge, di colore giallo a deiscenza laterale. Al momento dell'apertura del fiore le antere sono ripiegate verso l'interno, ma subito dopo, tramite una torsione, le antere si proiettano verso l'esterno per scaricare così il polline lontano dal proprio gineceo evitando così l'autoimpollinazione. Il polline è tricolpato (caratteristica tipica delle Dicotiledoni).
- Gineceo: l'ovario è formato da diversi carpelli liberi uniovulari; sono inseriti a spirale sul ricettacolo; gli ovuli sono eretti e ascendenti. I pistilli sono apocarpici (derivati appunto dai carpelli liberi).
- Fioritura: da maggio a agosto.

### Frutti

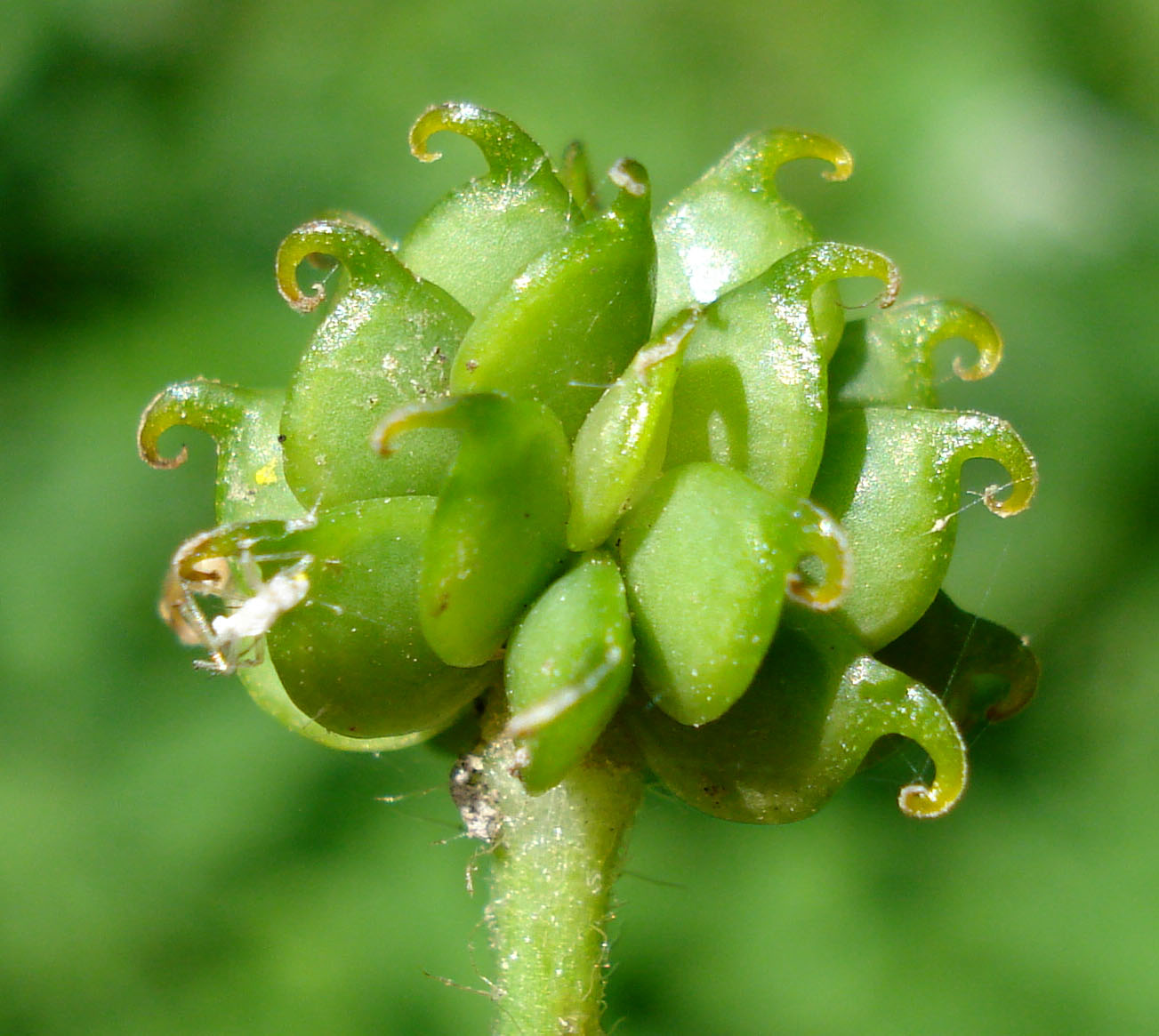
Il frutto

I frutti (un poliachenio) sono degli acheni lisci e glabri a forma ovata o subsferica; sono molto numerosi, appiattiti, compressi e con un rostro o becco apicale molto breve; il rostro è ricurvo e uncinato. Ogni achenio contiene un solo seme. Insieme formano una testa sferica posta all'apice del peduncolo fiorale. Dimensione dei singoli acheni: larghezza 2,5 mm; lunghezza 3,5 mm.

## Riproduzione
La riproduzione di questa pianta avviene per via sessuata grazie all'impollinazione degli insetti pronubi (soprattutto api ma anche altri insetti come alcune specie di Phytomyza Fallén della famiglia dei ditteri Agromyzidae Fallén individuati in alcune recenti ricerche) in quanto è una pianta provvista di nettare (impollinazione entomogama).

## Distribuzione e habitat

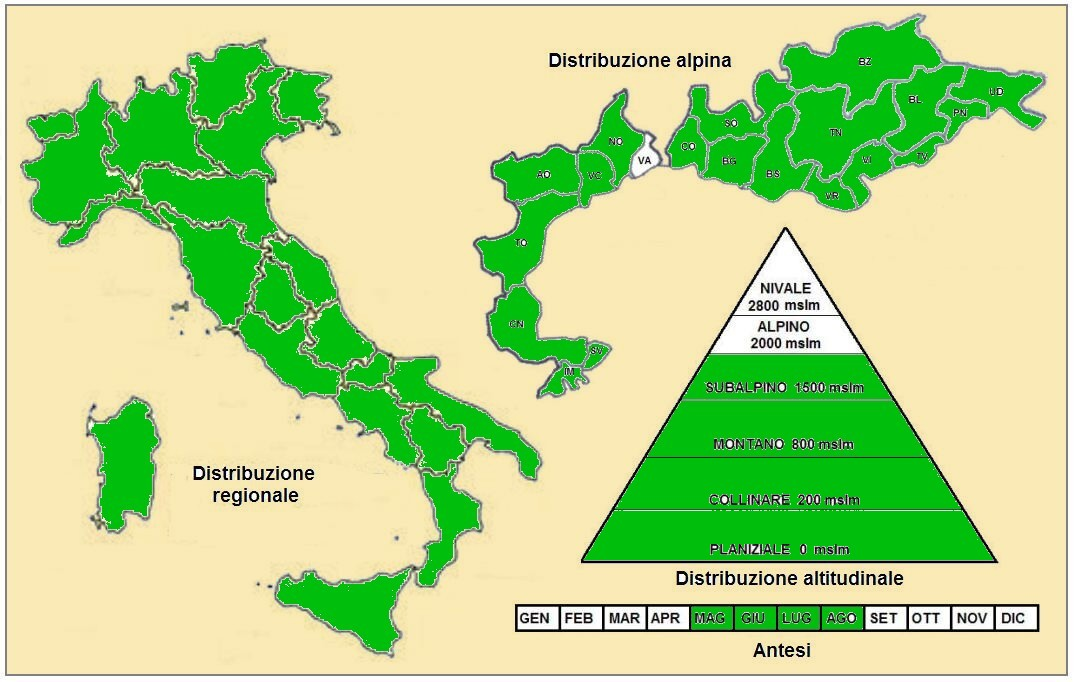
Distribuzione della pianta

- Geoelemento: il tipo corologico (area di origine) è Europeao - Caucasico.
- Distribuzione: è comune, soprattutto sui rilievi, di tutto il territorio italiano; è meno comune nella Pianura Padana. Fuori dall'Italia si trova nel resto delle Alpi, Foresta Nera, Massiccio del Giura, Alpi Dinariche, Monti Balcani e Carpazi.
- Habitat: l'habitat tipico di questa pianta sono le radure dei boschi di latifoglie (cerrete, betuleti, frassineti e faggete ). Il substrato preferito è calcareo o calcareo-siliceo con pH neutro, alti valori nutrizionali del terreno che deve essere piuttosto umido.
- Distribuzione altitudinale: sui rilievi queste piante si possono trovare fino a 1700 m s.l.m.; frequentano quindi i seguenti piani vegetazionali: montano e subalpino.

### Fitosociologia
Dal punto di vista fitosociologico la specie di questa voce appartiene alla seguente comunità vegetale:
Formazione: delle comunità forestali
Classe: Carpino-Fagetea
Ordine: Fagetalia sylvaticae

## Tassonomia
Il genere Ranunculus è un gruppo molto numeroso di piante comprendente oltre 400 specie originarie delle zone temperate e fredde del globo, delle quali quasi un centinaio appartengono alla flora spontanea italiana. La famiglia delle Ranunculaceae invece comprende oltre 2500 specie distribuite su 58 generi. 

Le specie spontanee della nostra flora sono suddivise in tre sezioni (suddivisione a carattere pratico in uso presso gli orticoltori organizzata in base al colore della corolla): Xanthoranunculus – Batrachium – Leucoranunculus. La specie Ranunculus lanuginosus appartiene alla prima sezione (Xanthoranunculus) caratterizzata dall'avere la corolla gialla. Un'altra suddivisione, che prende in considerazione caratteristiche morfologiche ed anatomiche più consistenti, è quella che divide il genere in due sottogeneri (o subgeneri), assegnando il Ranunculus lanuginosus al subgenere Ranunculus, caratterizzato da piante con fusti eretti (e quindi forniti di tessuti di sostegno), peduncoli dell'infiorescenza eretti alla fruttificazione, lamina fogliare ben sviluppata e petali gialli (o bianchi).

Il numero cromosomico di R. lanuginosus è: 2n = 28

### Variabilità
Nell'elenco che segue sono indicate alcune sottospecie (l'elenco può non essere completo e alcuni nominativi sono considerati da altri autori dei sinonimi della specie principale o anche di altre specie):
- R. lanuginosus var. constantinopolitanus DC. (1817)
- R. lanuginosus var. geraniifolius DC. (1817)
- R. lanuginosus var. parvulus DC. (1824)
- R. lanuginosus var. umbrosus (Ten. & Guss.) P.Fourn. (1936): è una pianta più piccola e meno fogliosa rispetto alla specie tipo; è presente nell'Italia Centrale e Meridionale (compresa la Sicilia) ed è considerata da alcuni Autori una specie indipendente (Ranunculus umbrosus Ten. & Guss.).

### Sinonimi
Questa entità ha avuto nel tempo diverse nomenclature. L'elenco che segue indica alcuni tra i sinonimi più frequenti:
- Ranunculus umbrosus Ten. & Guss. (vedi paragrafo “Variabilità”).

### Alcuni ibridi
Con la specie Ranunculus acris L. la pianta di questa voce forma il seguente ibrido interspecifico:
- Ranunculus × transdanubicus Pénzes (1957)

### Specie simili
Questa pianta può essere confusa con le seguenti specie:
- Ranunculus acris L. - Ranuncolo comune: in genere sono piante più glabre e le foglie basali sono divise 3-7 segmenti. Nella sottospecie friesianus le foglie sono più simili a quelle del lanuginosus.
- Ranunculus bulbosus L. - Ranuncolo bulboso: il fusto è ingrossato alla base ed è irsuto; anche le foglie radicali sono pelose; i peduncoli fiorali sono solcati; il ricettacolo è peloso.
- Ranunculus repens L. - Ranuncolo strisciante: i fusti hanno un portamento strisciante; i segmenti delle foglie basali sono più divaricati.
- Ranunculus serpens Schrank - Ranuncolo serpente: il fusto ha un portamento prostrato; le foglie basali hanno un perimetro triangolare-pentagonale con i segmenti incisi fino al picciolo; i peduncoli fiorali sono solcati.
- Ranunculus velutinus Ten. - Ranuncolo vellutato: i peli sono deflessi (non patenti); le foglie hanno mediamente un picciolo più corto; anche i fiori sono più piccoli.

## Usi

### Farmacia
Queste piante contengono l'anemonina; una sostanza particolarmente tossica per animali e uomini. Infatti gli erbivori brucano le foglie di queste piante con molta difficoltà e solamente dopo una buona essiccazione (erba affienata) che fa evaporare le sostanze più pericolose. Anche le api evitano di bottinare il nettare dei “ranuncoli”. Sulla pelle umana queste piante possono creare delle vesciche (dermatite); mentre sulla bocca possono provocare intenso dolore e bruciore alle mucose.